# إدموند دبليو. باركر
إدموند دبليو. باركر هو سياسي ماليزي، ولد في 1 ديسمبر 1920 في سنغافورة، وتوفي بنفس المكان في 12 أبريل 2001. حزبياً، نشط في حزب العمل الشعبي. وقد انتخب عضو ديوان الرعية ‏ وانتخب List of Ministers for Law (Singapore) ‏.

## روابط خارجية
- إدموند دبليو. باركر على موقع أوليمبيديا (الإنجليزية)